# Tiso biceps
Tiso biceps är en spindelart som beskrevs av Gao, Zhu och Gao 1993. Tiso biceps ingår i släktet Tiso och familjen täckvävarspindlar. Inga underarter finns listade i Catalogue of Life.